# Ommadawn
Ommadawn je třetí studiové album britského multiinstrumentalisty Mika Oldfielda.
Ommadawn navazuje na předchozí Oldfieldova alba počtem a délkou skladeb. Opět se na albu nachází pouze dvě dlouhé, instrumentální (až na konec druhé části) kompozice. Styl hudby je ale od dřívějších desek odlišný. Oldfield na Ommadawn použil rozličné nástroje z celého světa, čímž vytvořil první komerčně úspěšné evropské album stylu world music. Ommadawn obsahuje hudbu ovlivněnou jak starými Kelty tak i např. africkými hudebníky.
Na některých vydáních LP i CD je závěr druhé části, písnička „On Horseback“, oddělen do samostatné stopy.
Album bylo ve Velké Británii úspěšné, v listopadu 1975 dosáhlo 4. místa v žebříčku prodejnosti hudebních alb.
V roce 2017 vydal Oldfield album Return to Ommadawn.

## Skladby
1. „Ommadawn Part One“ (Oldfield) – 19:23
2. „Ommadawn Part Two“ (Oldfield) – 17:17
„On Horseback“ (Oldfield/Oldfield, Murray) – závěr druhé části, není jako samostatná stopa

### Některá vydání
1. „Ommadawn Part One“ (Oldfield) – 19:23
2. „Ommadawn Part Two“ (Oldfield) – 13:54
3. „On Horseback“ (Oldfield/Oldfield, Murray) – 3:23

## Coververze
Český písničkář Karel Plíhal vydal na albu Takhle nějak to bylo... pod názvem „Pohádka“ coververzi písně „On Horseback“.

## Obsazení
- Mike Oldfield – akustická baskytara, westernová kytara, banjo, bouzouki, bodhrán, klasická kytara, baskytara, elektrická kytara, elektronické varhany, zvonkohra, harfa, mandolína, perkuse, piano, spinet, steel kytara, syntezátory, dvanáctistrunná kytara, vokály
- Don Blakeson – trubka
- Herbie – northumbrijské dudy
- The Hereford City Band – žesťové nástroje
- Jabula – africké bubny
- Pierre Moerlen – tympány
- Paddy Moloney – irské dudy
- William Murray – perkuse
- Sally Oldfield, Clodagh Simonds, Bridget St John – vokály
- Terry Oldfield – Panova flétna
- Leslie Penning – zobcová flétna
- „The Penrhos Kids“ (Abigail, Briony, Ivan a Jason Griffithovi) – vokály v „On Horseback“
- David Strange – violoncello